# Pitcairnia wendtiae
Pitcairnia wendtiae là một loài thực vật có hoa trong họ Bromeliaceae. Loài này được Tatagiba & B.R.Silva mô tả khoa học đầu tiên năm 2004.